# Enrique de Lucas
Pour les articles homonymes, voir Lucas et Martinez.
Enrique de Lucas Martínez, né le 17 août 1978 à L'Hospitalet de Llobregat en Espagne, est un footballeur évoluant au poste de milieu offensif.

## Biographie
Il fait ses débuts en Primera Division avec l'Espanyol à 19 ans, le 15 mai 1998 au José Zorrilla de Valladolid.

## Palmarès
- Espanyol Barcelone
  - Vainqueur de la Coupe du Roi en 2000.